# Erythrops peterdohrni
Erythrops peterdohrni är en kräftdjursart som beskrevs av Mihai Bacescu och Schiecke 1974. Erythrops peterdohrni ingår i släktet Erythrops och familjen Mysidae. Inga underarter finns listade i Catalogue of Life.